# Ferhan Hasani
Ferhan „Buba“ Hasani (mazedonisch Ферхан Хасани; * 18. Juni 1990 in Tetovo) ist ein nordmazedonischer Fußballspieler.

## Karriere

### Vereine
Er trat schon mit acht Jahren dem KF Shkëndija in Tetovo bei. Mit 17 Jahren hat er die Chance bei KF Shkendija bekommen in der ersten Mannschaft.
Er erzielte in dieser Saison in der Prva liga dreizehn Tore. In der Hinrunde 2011/12 kam er zu vierzehn Einsätzen, in denen er fünf Tore erzielte.
Anfang Januar 2012 wechselte Hasani zum VfL Wolfsburg und unterschrieb eine Zweieinhalbjahresvertrag bis Ende Juni 2014. Er wurde von Trainer Felix Magath als Perspektivspieler für die Zukunft verpflichtet. Zunächst konnte er sich in Wolfsburg nicht durchsetzen. Erst am 25. September 2012 gehörte er erstmals zum Bundesligakader der Wölfe. Fünf Tage später, am 6. Spieltag der Saison 2012/13, kam er im Heimspiel gegen den 1. FSV Mainz 05 (0:2) zu seinem Debüt in der Bundesliga, als er in der Halbzeitpause für Christian Träsch eingewechselt wurde.
Am 2. September 2013 wechselte Hasani am letzten Tag der Transferperiode zum dänischen Erstligisten Brøndby IF.
Im Januar 2021 wechselte Hasani zu FK Partizani Tirana. Nach dem Ende der Saison verließ Hasani den Verein.

### Nationalmannschaft
Hasani spielte von 2010 bis 2012 achtmal für die U-21 Mazedoniens und erzielte ein Tor.
Sein erstes Spiel für die A-Nationalmannschaft Mazedoniens bestritt er am 22. Dezember 2010 in einem Freundschaftsspiel gegen China (0:1), als er in der Halbzeitpause für Zlatko Tanevski eingewechselt wurde. Sein erstes Tor für die Nationalmannschaft erzielte er am 29. Februar 2012 gegen Luxemburg (1:2).
Für die EM 2021 wurde er in den nordmazedonischen Kader nominiert, kam aber mit diesem nicht über die Gruppenphase hinaus.

## Erfolge

### Im Verein
- Nordmazedonien:
  - Nordmazedonischer Meister: 2011, 2018
  - Nordmazedonischer Pokalsieger: 2016, 2018
  - Ligaspieler des Jahres 2011
- Finnland:
  - Finnischer Meister: 2020
  - Finnischer Pokalsieger: 2020

### Persönliche Auszeichnungen
- Torschützenkönig der Prva Makedonska Liga: 2017/18